# Jaime Pressly

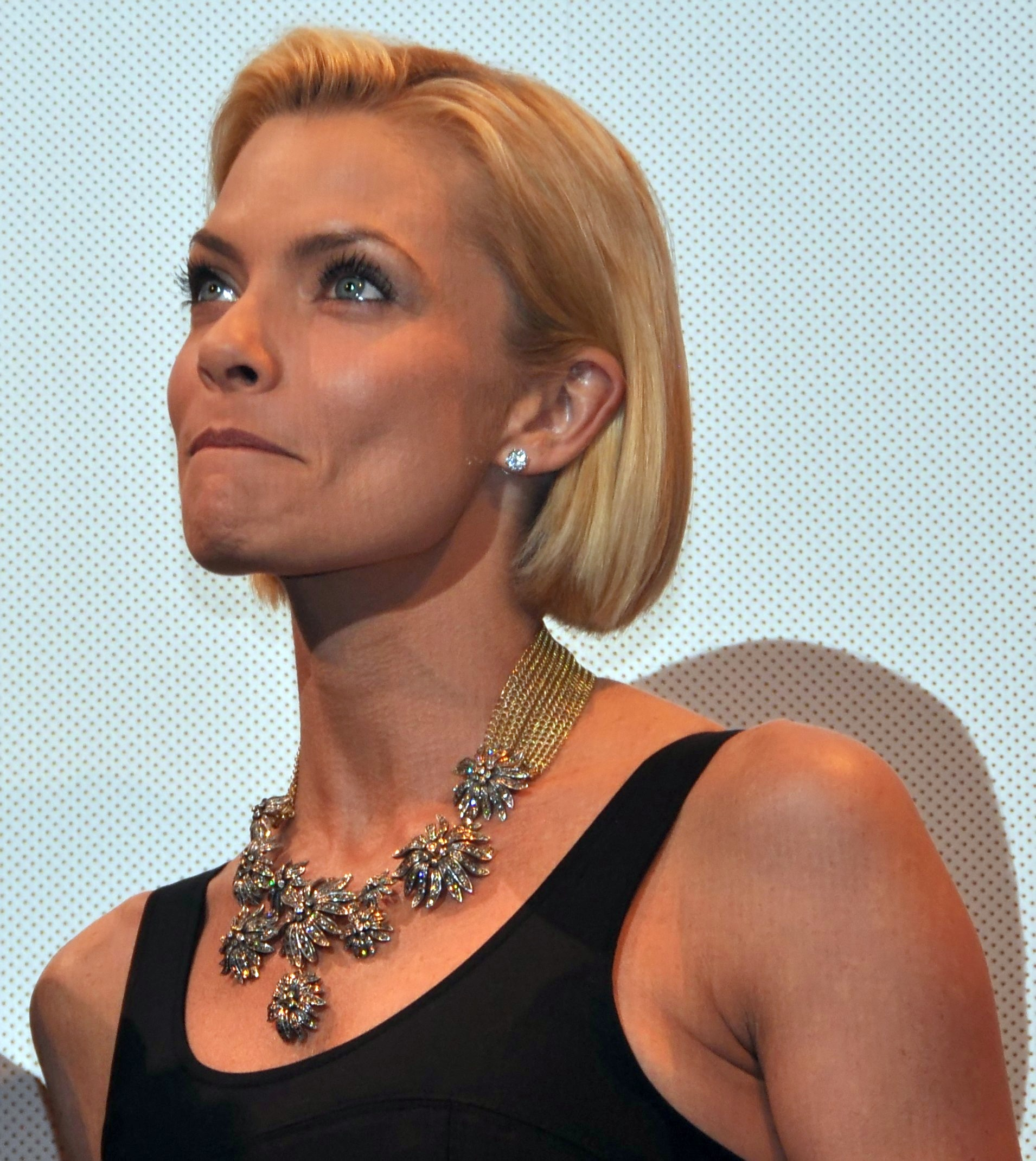
Jaime Pressly, 2009

Jaime Pressly (ur. 30 lipca 1977 w Kinston) – amerykańska aktorka, modelka i piosenkarka.

## Filmografia
- 2009: Stary, kocham cię jako Denise McLean
- 2007: Venus & Vegas jako Tara
- 2006: DOA: Dead or Alive jako Tina Armstrong
- 2005: Death to the Supermodels jako Tiffany
- 2005: Cruel World jako Catherine
- 2005: Na imię mi Earl jako Joy
- 2004: Evel Knievel jako Linda Bork
- 2004: Karate na cztery łapy jako Ashley Wilkens
- 2004: Torque – Jazda na krawędzi jako China
- 2003: Totally Gay! jako ona sama
- 2002: Czarodziejki jako Mylie, syrena wodna
- 2002: Johnny Chronicles, The jako Charlie
- 2002: Footprints
- 2002: Wyspa Demonów jako Tina
- 2001: Kocurek jako Tricia
- 2001: To nie jest kolejna komedia dla kretynów jako Priscilla
- 2001: Joe Dirt jako Jill Dirt
- 2001: Terrorysta jako Claire
- 2000: 100 dziewczyn i ja jako Cynthia
- 1997: Trujący bluszcz 3 jako Violet